# Каляат-Хасаба
Каляат-Хасаба (араб. القلعة الخصبة) — місто в Тунісі. Входить до складу вілаєту Ель-Кеф. Станом на 2004 рік тут проживало 2 871 особа.